# IC 5104
IC 5104 је спирална галаксија у сазвјежђу Пегаз која се налази на листи објеката дубоког неба у Индекс каталогу.
Деклинација објекта је + 21° 14' 29" а ректасцензија 21h 21m 29,3s. Привидна величина (магнитуда) објекта IC 5104 износи 13,5 а фотографска магнитуда 14,3. IC 5104 је још познат и под ознакама UGC 11731, MCG 3-54-7, CGCG 449-18, KARA 910, IRAS 21191+2101, PGC 66622.